# Главни телефонски разделник
У телефонији, главни телефонски разделник (ГТР, енгл. main distribution frame, MDF) је сигнални разделник за повезивање опреме (унутрашња постројења) са кабловима и претплатничком носећом опремом (спољашња постројења).

## Преглед
ГТР је завршна тачка унутар локалне телефонске централе где се опрема централе и завршеци локалних петљи повезују помоћу ранжир жица на ГТР. Сви бакарни парови каблова који пружају услуге кроз корисничке телефонске линије завршавају се на ГТР и дистрибуирају до опреме унутар централе, као што су понављачи и DSLAM. Каблови до међуразделника (МР) завршавају се на ГТР. Транк каблови могу да се завршавају на истом ГТР или на посебном транк главном телефонском разделнику (ТГТР).
Као и други разделници, ГТР пружа флексибилност у додељивању ресурса, по нижој цени и већем капацитету од прекидачког панела.
Најчешћа врста великог ГТР је дугачак челични сталак приступачан са обе стране. На једној страни, завршни блокови су распоређени хоризонтално на предњем делу полица сталка. Ранжири леже на полицама и пролазе кроз изоловани челични обруч да би вертикално ишли до других завршних блокова који су распоређени вертикално. Постоји обруч или прстен на пресеку сваког нивоа и сваке вертикале. Инсталирање ранжира историјски је захтевало два радника, по једног са сваке стране ГТР. Полице су довољно плитке да дозволе да прстенови буду на дохват руке, али радници радије каче ранжир на куку на штапу тако да их партнер може повући кроз прстен. Развејавајућа трака на задњем делу сваког завршног блока спречава жице да покривају терминале једна другој. Уз дисциплиновану администрацију, ГТР може да држи преко сто хиљада ранжира, са десетинама промењених сваког дана, деценијама без заплитања.
ГТР обично садржи заштитне уређаје телефонске централе, укључујући топлотне завојнице, и служи као тест тачка између линије и опреме централе.

## Историја
Пре 1960. године, ранжири на ГТР-у су углавном били лемљени. Ово је било поуздано, али споро и скупо. Намотавање жице је уведено 1960-их, а пробојни блокови 1970-их. Почетком 21. века већина централа у УК је још увек користила лемљене блокове али су се полако укидали.
Сваки ранжир је парица. Жице ранжира средином 20. века у САД су биле 24 AWG једножилне бакарне, са меким полиетиленским унутрашњим омотачем и памучним омотачем, импрегнираним да буде нешто крхак и лако се уклања уредно. Оне са краја 20. века су имале једноструки, дебљи премаз од умреженог полиетилена да пружи одговарајући степен крхкости.
Неки урбани телефонски главни разделници су високи два спрата тако да не морају бити дужи од градског блока. Неколико их је високо три спрата. Приступ горњим нивоима може бити или путем покретне мердевине причвршћене за ГТР, или путем мезанинских пешачких стаза на одговарајућој висини. По британском обичају каблови ка спољашњем свету се завршавају на хоризонталној страни, а унутрашња опрема на вертикалној страни. Америчка употреба је супротна.
Мањи ГТР, и неки модерни велики, су једнострани тако да један радник може да инсталира, уклони или промени ранжир. COSMOS и други компјутеризовани системи за подршку операција помажу додељивањем терминала близу једни другима, тако да већина ранжира не мора бити дуга и полице на било којој врсти ГТР не постају загушене. Ова база података прати све терминале и ранжире. Почетком и средином 20. века ови записи су вођени као уписи оловком у књиге. Каснији метод базе података штеди много рада дозвољавајући да се стари ранжири поново користе за нове линије.
Усвајање дистрибуираног пребацивања крајем 20. века смањило је потребу за великим, активним, централним ГТР.
Понекад се ГТР комбинује са другим врстама разделника у КТР.
ГТР у приватној телефонској централи обавља функције сличне онима које обавља ГТР у централном уреду.
Аутоматизовани главни телефонски разделник (АГТР) је био предмет експеримената.